# Daniel Schultz
Daniel Schultz (1615 — 1683), ook wel bekend als Daniel Schultz de jongere, was een Pools-Litouwse Barokke kunstschilder. Hij schilderde voornamelijk Poolse en Litouwse notabelen, leden van het koninklijk huis en dieren. Zijn werk is onder andere te vinden in de collecties van het Nationaal Museum in Warschau, de Hermitage, Nationaal Museum in Stockholm en het Nationaal Museum in Gdańsk.

## Biografie

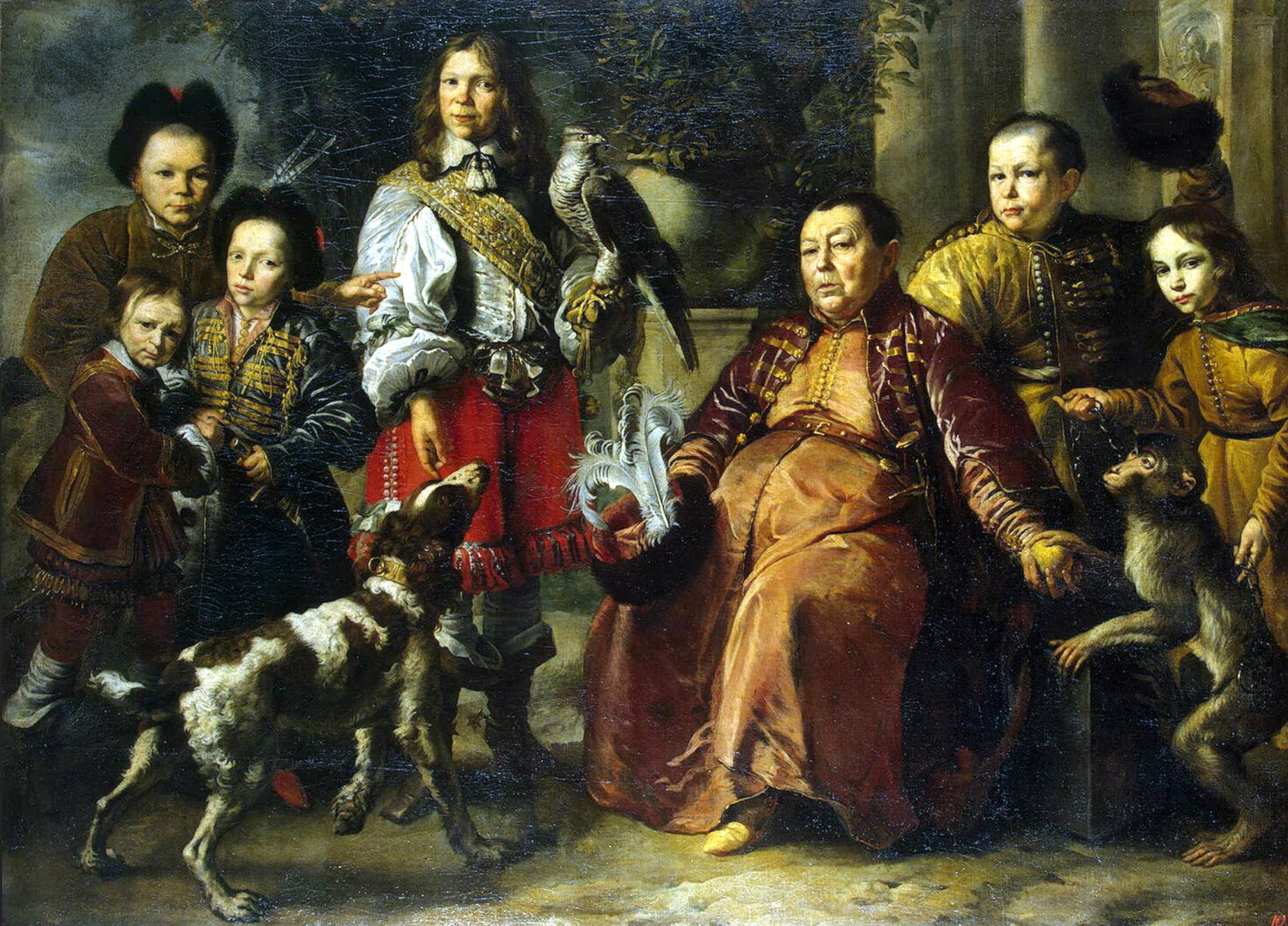
Meesterwerk De Krimse valkenier van koning Jan II Casimir met zijn familie

Schultz is vermoedelijk rond 1615 geboren in de buurt van Gdańsk, dat destijds behoorde tot Koninklijk Pruisen, hetgeen weer deel uitmaakte van het Pools-Litouwse Gemenebest. Zijn leermeester was zijn oom, Daniel Schultz de oudere, alwaar hij circa vijf jaar les heeft gevolgd. Na diens dood trok hij naar Frankrijk en de Nederlanden waar hij zijn opleiding nog drie jaar voortzette.
Leden van de Poolse koninklijk huis lieten zich graag vastleggen op het witte doek door Schultz. Dit leidde ertoe dat hij in 1649 werd benoemd tot privé-schilder van koning Jan II Casimir van Polen en zijn opvolgers Michaël Korybut Wiśniowiecki en Jan III Sobieski. Vanaf 1660 was hij weer meer in Gdańsk, maar werd regelmatig nog naar het koninklijk paleis Wilanów geroepen voor portretten. Als zijn meesterwerk wordt gezien het schilderij Krymski sokolnik króla Jana Kazimierza z rodziną. (Nederlands: De Krimse valkenier van koning Jan II Casimir met zijn familie, ook bekend als Het familieportret) uit 1664 welke tegenwoordig hangt in de Hermitage van Sint-Petersburg. Op het schilderij is een Krimse heerser te zien samen met zijn zonen en dienaren. Zijn oudste zoon had de titel Koninklijke valkenier gekregen, als dank voor zijn steun in de Pools-Russische Oorlog, en werd zodoende op het schilderij afgebeeld samen met een valk. 
De meeste schilderijen heeft Schultz gemaakt tijdens de heerschappij van Jan II Casimir van Polen, waarbij hij vele portretten en religieuze schilderijen heeft gemaakt. Inspirators van Schultz waren onder andere Rembrandt van Rijn en Philippe de Champaigne, mede aangemoedigd door Jan II, die diverse werken van Rembrandt aankocht. Schultz overleed in circa 1683.

## Galerij

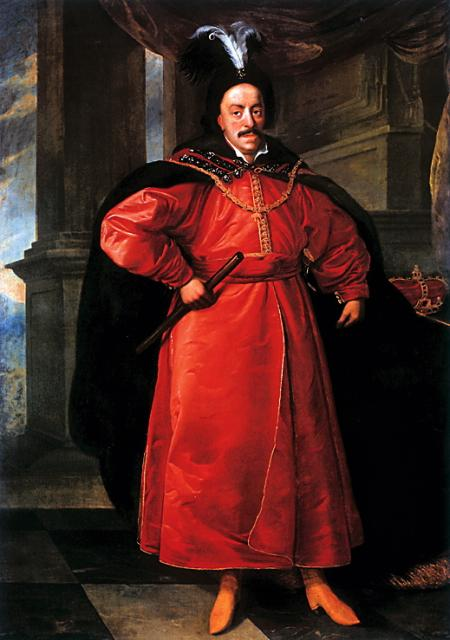
Jan II Casimir van Polen (circa 1649)
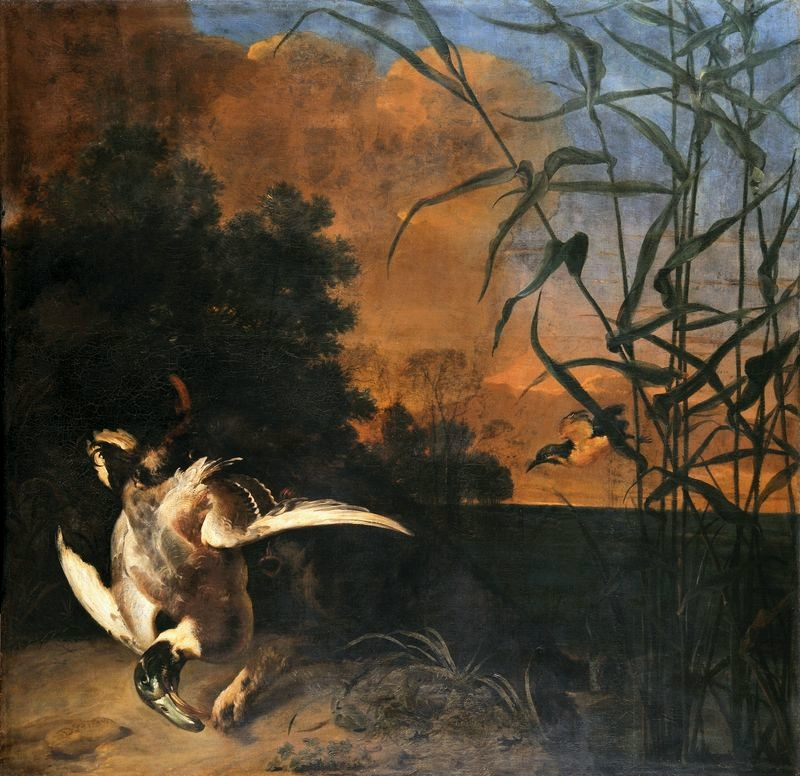
Eendenjacht (tussen 1660-1669)
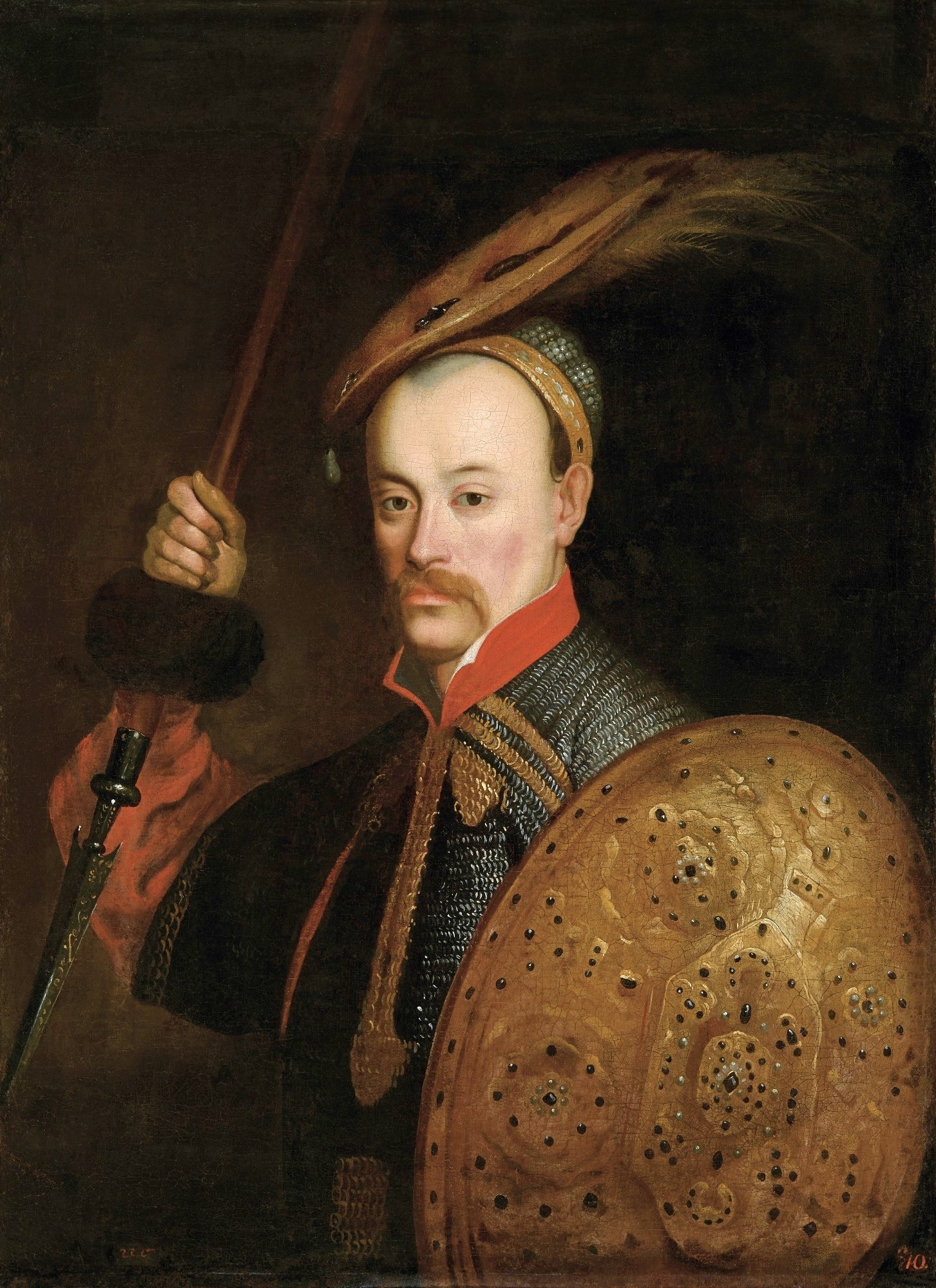
Portret van Wincenty Gosiewski (1650-1651)
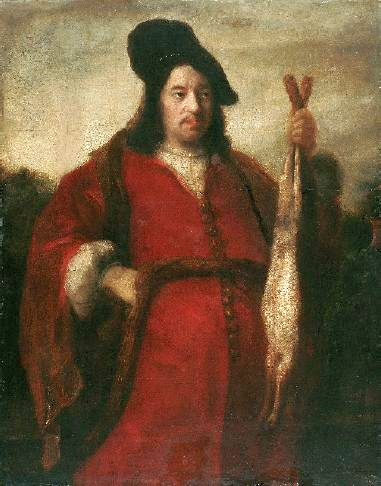
Portret van een man die een haas vasthoudt (1660-1670)

- Stuttgart Database of Scientific Illustrators 1450–1950: 853
- Gemeinsame Normdatei: 122786920
- International Standard Name Identifier: 0000 0000 8200 5729
- KulturNav: 6eac8632-44bc-4a77-ab2b-e84e79022008
- Library of Congress Control Number: n2005054301
- RKD-Nederlands Instituut voor Kunstgeschiedenis: 434190
- Istituto Centrale per il Catalogo Unico: VEAV497433
- Système universitaire de documentation: 26617972X
- Union List of Artist Names: 500031707
- Virtual International Authority File: 15661804
- WorldCat: E39PBJy8mdtqkjd6dF3BDWvmBP